# Іллічовка (Калінінградська область)
Іллічо́вка (рос. Ильичёвка) — селище Багратіоновського району, Калінінградської області Росії. Входить до складу Пограничного сільського поселення.
Населення — 134 особи (2015 рік).

## Географія
Селище розташоване за 33 км від районного центру — міста Багратіоновська, 32 км від обласного центру — міста Калінінграда та 1116 км від Москви.

## Історія
Селище засноване 1404 року.
Мало назву Ланк до 1946 року.

## Населення
За даними перепису 2010 року, у селі мешкало 134 осіб, з них 67 (50,0 %) чоловіків та 67 (50,0 %) жінок. Згідно з переписом 2002 року, у селі мешкало 209 осіб, з них 99 чоловіків та 110 жінок.